# Župnija Maribor - Košaki
Župnija Maribor - Košaki je rimskokatoliška teritorialna župnija Dekanije Maribor Mariborskega naddekanata, ki je del Nadškofije Maribor.
Župnija je bila ustanovljena 15. avgusta 1998. Župnijska cerkev je Cerkev bl. Antona Martina Slomška. Do leta 2009 je bila župnija v oskrbi frančiškanov, zatem pa jo je neposredno prevzela nadškofija.

## Župniki
- Franci Pivec, frančiškan, 1998–2008
- Jože Urbanija, frančiškan, 2008–2009
- Igor Ignacij Novak, 1. avgust 2009